# Jože Jurič
Jože Jurič, slovenski slikar, umetnik, * 1953, Maribor.
Rojen leta 1953 v Mariboru. Leta 1978 je diplomiral na Katedri za likovno pedagogiko na Pedagoški fakulteti v Mariboru, istega leta je tudi začel delati kot likovni pedagog na OŠ Dušana Flisa v Hočah. V šolstvu se je naprej izobraževal in leta 1997 pridobil strokovni naziv profesor likovne pedagogike na Pedagoški fakulteti. Do upokojitve leta 2016 je kot dolgoletni ravnatelj vodil OŠ Rače. Ob pedagoškem delu se je ves čas posvečal likovni ustvarjalnosti. Vodil je likovno sekcijo KUD Angel Besednjak v Mariboru med leti 2005 in 2011, po upokojitvi živi in ustvarja kot svobodni avtor in umetnik v Mariboru

## Umetniški stil:
- Motivno črta navdih iz vsakdanjega življenja - vedute, portreti, figure in tudi živali.
- Skozi leta je prešel iz barvnega realizma v bolj geometrično in organsko stilizacijo, v novejšem obdobju v svoji umetnosti prepleta realnost z mističnim, domišljijskim svetom